# 葛林芝湖
葛林芝湖是印度尼西亞的湖泊，位於蘇門答臘島中部，由占碑省負責管轄，面積46平方公里，海拔高度710米，最大水深97米，蓄水量1.6立方公里。
2°8′55″S 101°29′34″E / 2.14861°S 101.49278°E